# Heterochelus lugens
Heterochelus lugens är en skalbaggsart som beskrevs av Hermann Burmeister 1844. Heterochelus lugens ingår i släktet Heterochelus och familjen Melolonthidae. Inga underarter finns listade i Catalogue of Life.